# Підстава (фільм, 2018)
«Підстава» (англ. Set It Up) — комедійна мелодрама про двох асистентів, які вирішили закохати своїх босів.

## Сюжет
Гарпер працює помічницею в успішного редактора спортивного видання Кірстен Стівенс. Чарлі — асистент венчурного капіталіста Ріка Отіса. Вони працюють в одному бізнес-центрі. Вперше Гарпер зустрічається з Чарлі, коли їхнім керівникам знадобилась вечеря. Кур'єр приніс замовлення для Кірстен, але помічниця не може розплатитися, бо має лише кредитну картку. Чарлі платить за вечерю, але неохоче ділиться однією стравою із новою знайомою.
Наступного дня Гарпер повертає гроші Чарлі. У розмові виникає ідея познайомити своїх керівників, щоб у підлеглих з'явився вільний час і шанс підвищення. Вони вмовляють ліфтера зупинити ліфт, коли в ньому були Кірстен і Рік. Але знайомство було зіпсовано появою кур'єра. Гарпер підлаштовує, щоб місця босів на бейсбольному матчі були поряд. Мур підкуповує оператора, тому Стівенс й Отіс цілуються на очах всієї публіки. Помічники досягли свого: Кірстен і Рік починають зустрічатися. У Чарлі тепер з'явився час на свою подружку-модель Сьюз, а Гарпер познайомилась з новим молодим чоловіком.
Невдовзі боси сваряться і Гарпер з Чарлі розуміють, що мають наполегливо працювати, щоб вони були разом. Тому вони планують дати, пишуть вибачення, дарують квіти, підбирають зручний час. У Гарпер звільняються вихідні і вона може відвідати помовку подруги Бекки. Але тепер їй ні з ким туди йти. Жінку виручає Чарлі. Вони весело проводять час і їдять піцу.
Після відпочинку Рік і Кірстен оголошують про своє майбутнє весілля. Помічники у захваті від новини, але швидко стає відомо, що бос Чарлі займається сексом телефоном зі своєю колишньою. Мур розчаровується, коли Янг відмовляється розкривати секрет. Жінка все ж розповідає Кірстен про те як ними маніпулювали, але вона не хотіла це слухати. Розмова закінчилась звільненням помічниці. На побаченні Чарлі та Сьюз чоловік розуміє, що вони не кохають один одного. Вони розходяться, чоловік біжить в аеропорт і доводить Кірстен, що Рік зовсім не знає її.
Гарпер здійснює свою мрію — пише статтю. Чарлі, який звільнився, все ж таки надає інформацію Ріку про колишню дружину, бо той хоче до неї повернутися. Мур зустрічається з Кірстен, коли повертається за речами. Вона отримує запрошення повернутися, але відмовляється, щоб зосередитися на роботі журналіста. Колишній бос допомагає її відредагувати її статтю. На порозі бізнес-центру Гарпер зустрічає Чарлі. Двоє розуміють, що вони подобаються один одному. Гарпер і Чарлі цілуються.

## У ролях
| Актор           | Роль            |
| --------------- | --------------- |
| Зої Дойч        | Гарпер Мур      |
| Глен Пауелл     | Чарлі Янг       |
| Люсі Лью        | Кірстен Стівенс |
| Тей Діггз       | Рік Отіс        |
| Джоан Смоллс    | Сьюз            |
| Мередіт Гагнер  | Бекка           |
| Піт Девідсон    | Данкан          |
| Джон Рудницький | Майк            |
| Стефані Сюй     | Ембер           |
| Тітусс Берджесс | Тім             |

## Створення фільму

### Виробництво
У лютому 2016 року було анонсовано про зйомки Емілії Кларк у фільмі «Підстава» за сценарієм Кеті Сілберман. У березні наступного року стало відомо, що роль Емілії Кларк виконає Зої Дойч.
Зйомки фільму почались у Нью-Йорку в червні 2017 року.

### Знімальна група
- Кінорежисер — Клер Скенлон
- Сценарист — Кеті Сілберман
- Кінопродюсер — Джульєтт Берман, Джастін Наппі
- Композитор — Лора Карпмен
- Кінооператор — Меттью Кларк
- Кіномонтаж — Венді Грін Брікмонт
- Художник-постановник — Джейн Маскі
- Артдиректор — Чарлі Біл
- Художник-декоратор — Александра Мазур
- Художник-костюмер — Ребекка Гоферр
- Підбір акторів — Мередіт Такер[4]

## Сприйняття
Фільм отримав позитивні відгуки. На сайті Rotten Tomatoes оцінка стрічки становить 91 % на основі 53 відгуки від критиків (середня оцінка 7,0/10) і 69 % від глядачів із середньою оцінкою 3,7/5 (1 079 голосів). Фільму зарахований «свіжий помідор» від кінокритиків та «попкорн» від глядачів, Internet Movie Database — 6,5/10 (29 508 голосів), Metacritic — 62/100 (14 відгуків критиків) і 7,9/10 (28 відгуків від глядачів).